# Dietrich River
Der Dietrich River ist der etwa 61 Kilometer lange rechte Quellfluss des Middle Fork Koyukuk River im zentralen Norden des US-Bundesstaats Alaska. Der Flussname tauchte erstmals auf einer Landkarte aus dem Jahr 1899 von T. G. Gerdine vom U.S. Geological Survey (USGS) auf.

## Flusslauf
Der Dietrich River entspringt im äußersten Osten der Endicott Mountains, einem Teilgebirge der Brookskette, auf einer Höhe von etwa 1550 m. Er fließt anfangs nach Süden. Nach 11 Kilometern trifft der Fluss 4 km südsüdwestlich von Chandalar Shelf auf den Dalton Highway und die Trans-Alaska-Pipeline, die ihm nun folgen. Unweit der Stelle befindet sich die nördlichste Fichte. Der Dietrich fließt nun in Richtung Südsüdwest. Er trennt nun die Endicott Mountains im Westen von den Philip Smith Mountains im Osten. Unterhalb den Einmündungen von Nutirwik Creek von links sowie von Kuyuktuvuk Creek von rechts wendet sich der Dietrich River nach Süden. Er bildet nun einen verflochtenen Fluss. Der Dietrich River trifft schließlich am Nordfuß des Sukakpak Mountain auf den von Osten kommenden Bettles River, mit dem er sich zum Middle Fork Koyukuk River vereinigt.

## Einzugsgebiet
Der Dietrich River entwässert ein 896 km² großes Areal in der Brookskette. Das Einzugsgebiet grenzt im Westen an das des Hammond River, im Nordwesten an das des North Fork Koyukuk River und an das des Itkillik River, im Norden an das des Atigun River, im nördlichen Osten an das des Teedriinjik River (ehemals North Fork Chandalar River) sowie im südlichen Osten an das des Bettles River.

## Flussfauna
Im Dietrich River kommen die Dolly-Varden-Forelle, die Arktische Äsche, die Quappe und Coregoninae (whitefish) vor. Die Fische wandern im Frühjahr und Sommer zum Laichen und Fressen flussaufwärts. Im Herbst wandern sie dagegen flussabwärts zum unteren Flussabschnitt des Dietrich River oder noch weiter zum Middle Fork Koyukuk River, um dort zu überwintern.